# Gran Premio del Portogallo 1959
Il Gran Premio del Portogallo 1959 fu la settima gara della stagione 1959 del Campionato mondiale di Formula 1, disputata il 23 agosto sul Circuito di Monsanto.
La corsa vide la vittoria di Stirling Moss su Cooper-Climax, seguito dagli statunitensi Masten Gregory e Dan Gurney, rispettivamente su Cooper e Ferrari.

## Qualifiche
| Pos | N° | Pilota                 | Auto                  | Squadra                  | Tempo  | Distacco |
| --- | -- | ---------------------- | --------------------- | ------------------------ | ------ | -------- |
| 1   | 4  | Stirling Moss          | Cooper T51-Climax     | RRC Walker Racing Team   | 2:02.9 | -        |
| 2   | 1  | Jack Brabham           | Cooper T51-Climax     | Cooper Car Company       | 2:04.9 | +2.0     |
| 3   | 2  | Masten Gregory         | Cooper T51-Climax     | Cooper Car Company       | 2:06.3 | +3.4     |
| 4   | 5  | Maurice Trintignant    | Cooper T51-Climax     | RRC Walker Racing Team   | 2:07.4 | +4.5     |
| 5   | 7  | Jo Bonnier             | BRM P25               | Owen Racing Organisation | 2:07.9 | +5.0     |
| 6   | 16 | Dan Gurney             | Ferrari 246 F1        | Scuderia Ferrari         | 2:08.0 | +5.1     |
| 7   | 15 | Phil Hill              | Ferrari 246 F1        | Scuderia Ferrari         | 2:08.1 | +5.2     |
| 8   | 3  | Bruce McLaren          | Cooper T51-Climax     | Cooper Car Company       | 2:08.2 | +5.3     |
| 9   | 6  | Harry Schell           | BRM P25               | Owen Racing Organisation | 2:09.1 | +6.2     |
| 10  | 14 | Tony Brooks            | Ferrari 246 F1        | Scuderia Ferrari         | 2:11.0 | +8.1     |
| 11  | 8  | Ron Flockhart          | BRM P25               | Owen Racing Organisation | 2:11.2 | +8.3     |
| 12  | 10 | Roy Salvadori          | Aston Martin DBR4/250 | David Brown Corporation  | 2:13.3 | +10.4    |
| 13  | 9  | Carroll Shelby         | Aston Martin DBR4/250 | David Brown Corporation  | 2:13.6 | +10.7    |
| 14  | 18 | Mário Araujo De Cabral | Cooper T51-Maserati   | Scuderia Centro Sud      | 2:15.3 | +12.4    |
| 15  | 11 | Graham Hill            | Lotus 16-Climax       | Team Lotus               | 2:15.6 | +12.7    |
| 16  | 12 | Innes Ireland          | Lotus 16-Climax       | Team Lotus               | 2:18.5 | +15.6    |

## Gara
| Pos | N° | Pilota                 | Costruttore           | Giri | Tempo/Causa Ritiro | Pos partenza | Punti |
| --- | -- | ---------------------- | --------------------- | ---- | ------------------ | ------------ | ----- |
| 1   | 4  | Stirling Moss          | Cooper T51-Climax     | 62   | 2:11:55.41         | 1            | 9     |
| 2   | 2  | Masten Gregory         | Cooper T51-Climax     | 61   | + 1 Giro           | 3            | 6     |
| 3   | 16 | Dan Gurney             | Ferrari 246 F1        | 61   | + 1 Giro           | 6            | 4     |
| 4   | 5  | Maurice Trintignant    | Cooper T51-Climax     | 60   | + 2 Giri           | 4            | 3     |
| 5   | 6  | Harry Schell           | BRM P25               | 59   | + 3 Giri           | 9            | 2     |
| 6   | 10 | Roy Salvadori          | Aston Martin DBR4/250 | 59   | + 3 Giri           | 12           |       |
| 7   | 8  | Ron Flockhart          | BRM P25               | 59   | + 3 Giri           | 11           |       |
| 8   | 9  | Carroll Shelby         | Aston Martin DBR4/250 | 58   | + 4 Giri           | 13           |       |
| 9   | 14 | Tony Brooks            | Ferrari 246 F1        | 57   | + 5 Giri           | 10           |       |
| 10  | 18 | Mário Araujo De Cabral | Cooper T51-Maserati   | 56   | + 6 Giri           | 14           |       |
| Rit | 3  | Bruce McLaren          | Cooper T51-Climax     | 38   | Trasmissione       | 8            |       |
| Rit | 1  | Jack Brabham           | Cooper T51-Climax     | 23   | Trasmissione       | 2            |       |
| Rit | 7  | Jo Bonnier             | BRM P25               | 10   | Motore             | 5            |       |
| Rit | 15 | Phil Hill              | Ferrari 246 F1        | 5    | Incidente          | 7            |       |
| Rit | 11 | Graham Hill            | Lotus 16-Climax       | 5    | Incidente          | 15           |       |
| Rit | 12 | Innes Ireland          | Lotus 16-Climax       | 3    | Cambio             | 16           |       |

## Statistiche

### Piloti
- 11ª vittoria per Stirling Moss
- 3º e ultimo podio per Masten Gregory
- 1º Gran Premio per Mário Araujo De Cabral

### Costruttori
- 5ª vittoria per la Cooper

### Motori
- 5ª vittoria per il motore Climax

### Giri al comando
- Stirling Moss (1-62)

## Classifiche Mondiali

### Piloti
| Pos | Pilota              | Punti |
| --- | ------------------- | ----- |
| 1   | Jack Brabham        | 27    |
| 2   | Tony Brooks         | 23    |
| 3   | Stirling Moss       | 17.5  |
| 4   | Phil Hill           | 13    |
| 5   | Maurice Trintignant | 12    |
| 6   | Jo Bonnier          | 10    |
|     | Masten Gregory      | 10    |
|     | Dan Gurney          | 10    |
| 9   | Bruce McLaren       | 8.5   |
| 10  | Rodger Ward         | 8     |
| 11  | Jim Rathmann        | 6     |
| 12  | Johnny Thomson      | 5     |
|     | Harry Schell        | 5     |
| 14  | Tony Bettenhausen   | 3     |
|     | Olivier Gendebien   | 3     |
|     | Innes Ireland       | 3     |
| 17  | Jean Behra          | 2     |
|     | Paul Goldsmith      | 2     |

### Costruttori
| Pos | Team          | Punti   |
| --- | ------------- | ------- |
| 1   | Cooper-Climax | 34 (37) |
| 2   | Ferrari       | 28      |
| 3   | BRM           | 18      |
| 4   | Lotus-Climax  | 3       |